# Ху Нин
Ху Нин (кит. трад. 胡寧, упр. 胡宁, пиньинь Hú Níng) (12 февраля 1916, Суцянь, Цзянсу, Китайская Республика — 16 декабря 1997, Пекин, КНР) — китайский физик-теоретик и педагог.

## Биография
Родился 12 февраля 1916 года в уезде Суцянь провинции Цзянсу Китайской Республики.
В 1934-35 годы учился в Чжэцзянском университете, позднее перешел учиться в Университет Цинхуа, который окончил в 1938 году. После чего остался здесь же в аспирантуре физического факультета у профессора Чжоу Пэйюаня.
В 1941 году получил стипендию для обучения в Калифорнийском технологическом институте, где был аспирантом у Пауля Эпштейна. В 1943 году защитил диссертацию на степень доктора философии по физике. После этого, по рекомендации Эпштейна, отправился учиться в Институт перспективных исследований, где его наставником стал Вольфганг Паули. В 1945—50 годы продолжал обучение в различных университетах Ирландии, Дании, Канады и США.
В 1950 году вернулся в Китай, где стал профессором Физического факультета Пекинского университета.
В 1955 году был избран академиком Академии наук Китая.
С 1956 по 1959 год в качестве исследователя работал в Объединённом институте ядерных исследований в Дубне (СССР).
В 1983 году возглавил новый Институт теоретической физики Пекинского университета.
16 декабря 1997 года на 82 году жизни скончался в Пекине.